# Liste der denkmalgeschützten Objekte in Hallein-Burgfried
Die Liste der denkmalgeschützten Objekte in Hallein-Burgfried enthält die denkmalgeschützten, unbeweglichen Objekte der Katastralgemeinde Burgfried der Stadt Hallein im salzburgischen Bezirk Hallein.

## Denkmäler
| Foto |                 | Denkmal                                                                       | Standort                                      | Beschreibung | Metadaten |
| ---- | --------------- | ----------------------------------------------------------------------------- | --------------------------------------------- | --- | --- |
| ja   | Datei hochladen | Ansitz Kletzlhof, ehem. Pruggnagelhof HERIS-ID: 8882 Objekt-ID: 4845seit 2013 | Am Kletzlhof 2 Standort KG: Burgfried         | Der stattliche Kletzlhof mit teilweise geböschtem Erdgeschoß weist ein Marmorportal aus der 2. Hälfte des 17. Jahrhunderts auf. | BDA-Hist.: Q38021530 Status: Bescheid Stand der BDA-Liste: 2025-06-30 Name: Ansitz Kletzlhof, ehem. Pruggnagelhof GstNr.: 124/1 Ansitz Kletzlhof, Hallein |
| ja   | Datei hochladen | Annahof HERIS-ID: 8880 Objekt-ID: 4843                                        | Bürgermeisterstraße 15 Standort KG: Burgfried | Der gemauerte barocke Ansitz mit Krüppelwalmdach und viergeschoßigem Nordturm stammt zum Großteil aus dem 17. Jahrhundert.      | BDA-Hist.: Q38021405 Status: Bescheid Stand der BDA-Liste: 2025-06-30 Name: Annahof GstNr.: 287/2 Annahof (Hallein)                                       |
| ja   | Datei hochladen | Landsitz Bergergut/Wolfgrubergut HERIS-ID: 8879 Objekt-ID: 4842seit 2013      | Wolfgrubweg 1 Standort KG: Burgfried          | Das Bergergut mit einem Rundbogenportal wurde im Jahr 1643 erbaut.                                                              | BDA-Hist.: Q38021377 Status: Bescheid Stand der BDA-Liste: 2025-06-30 Name: Landsitz Bergergut/Wolfgrubergut GstNr.: 250                                  |